# 榎本大介
榎本大介（えのもと だいすけ）は、アコースティック・ギタリスト、“音”の創作料理人。

## プロフィール
1971年9月6日生まれ。A型。埼玉県蕨市出身。身長180cm 体重67kg。
13歳でギターを始め、高校卒業後、プロ・ギタリストとしてのキャリアをスタートさせる。サポートとして数々のライブやレコーディングを行い、また、サウンド・アレンジャー、ギター講師、バンドスコア制作等、活動は多岐に渡る。現在、スカパーのヒーリング・チャンネルの中で自身が作曲した作品が流れるなどコンポーザーとしても注目を集めながら、ソロ・ライブも定期的に開催している。

## 実績
【レコーディング・アレンジ＆ツアー】
- MINMI（レコーディング）
- Coming Century/V6（レコーディング）
- 九州男（レコーディング）
- 有里知花（ツアー・ライブ、サウンド・アレンジ）
- 朝本千可（ライブ）
- 斎藤寿孝（サウンド・アレンジ）大仁田厚（サウンド・トラック）
- 欧陽菲菲（ツアー・ライブ、サウンド・アレンジ）etc…

【バック・ミュージシャンとして出演】
- Every Little Thing「fragile」 (NHK紅白歌合戦、日本レコード大賞、FNS歌謡祭、MusicStation等)
- 平井堅「瞳をとじて」（FNS歌謡祭、NHK生番組、MusicStation等）
- 中島美嘉（FNS歌謡祭等）
- ZARD（PV） etc…